# Ingeborg Meyer-Rey
Ingeborg Meyer-Rey, auch Ingeborg Meyer-Tschesno, (* 14. Dezember 1920 in Berlin; † 4. April 2001 ebenda) war eine deutsche Illustratorin.

## Biografie
Ingeborg Meyer-Rey studierte von 1940 bis 1944 Illustration und Wandmalerei an der Hochschule für Bildende Künste in Berlin-Charlottenburg. Nach der erfolgreichen Teilnahme an einer Ausstellung junger Künstler des Berliner Magistrats 1946 begann sie, Literaturbeiträge für die Tägliche Rundschau zu illustrieren, bald auch Texte der Roman-Zeitung. Ab 1947 arbeitete sie in der Abteilung Kunst am Haus der Kultur der Sowjetunion im heutigen Palais am Festungsgraben, konzipierte dort Ausstellungen, bemalte Tafeln und wurde auch für Bau-Entwürfe herangezogen. Sie entwarf die Kostüme für die Theateraufführung des Hauses Das Tierhäuschen von Samuil Marschak. 1949 erschienen im Verlag Kultur und Fortschritt ihre ersten Buch-Illustrationen: Galja, die Tänzerin von Magdalina Sisowa und Das Wölfchen und andere Erzählungen von Jewgeni Tscharuschin. Von 1951 bis 1954 war sie mit Michael Tschesno-Hell verheiratet.
Ab 1950 war Ingeborg Meyer-Rey in Berlin-Mahlsdorf freischaffend tätig und wurde 1952 Mitglied im Verband Bildender Künstler der DDR. Sie arbeitete mit verschiedenen Verlagen zusammen, insbesondere jedoch mit dem Kinderbuchverlag Berlin. Die Künstlerin illustrierte mehr als hundert Titel – Pappebücher für die Jüngsten sowie Märchenerzählungen, Gedichte und Alltagsgeschichten – Didaktisches, vor allem Poetisches. Tiefempfundene Liebe zu Kindern prägen die Illustrationen zu Texten unter anderem von Jean de La Fontaine, Theodor Storm, Konstantin Paustowski, Benno Pludra, Eva Strittmatter. Viele ihrer Bücher erzielten zweistellige Neuauflagen, ein Teil wurden auch in anderen Ländern, so Schweden, den Niederlanden, Großbritannien, Frankreich, Jugoslawien, Dänemark, Finnland, Norwegen, Ungarn, den USA, der Tschechoslowakei, Kuba und China publiziert. Von 2002 bis 2020 gab der KinderbuchVerlag der Verlagsgruppe Verlag Beltz & Gelberg als Reprints 35 Titel mit Illustrationen von Meyer-Rey heraus.
In den 1950er Jahren illustrierte Meyer-Rey auch Schul- und Lehrbücher mit sehr hohen Auflagen. 1956 zeichnete sie eine Comic-Serie für die Kinderseite der Wochenpost. Weithin bekannt wurde sie als Schöpferin der Titelgestalt des Bummi, einer Zeitschrift für Vorschulkinder in der DDR, die ähnlich populär wurde wie das Sandmännchen des DDR-Fernsehens. Den aufrecht gehenden gelben Teddybären und seine Geschichten zeichnete die Künstlerin ab 1957 dreißig Jahre lang, wenn auch immer seltener. Titelmotive aus ihrer Hand fanden sich auch in der ABC-Zeitung, einer Monatszeitschrift für Schüler.
1952 war Meyer-Rey an der Innengestaltung im Haus des Kindes am Strausberger Platz beteiligt, für dessen Puppentheater sie den Vorhang mit Märchenmotiven aus aller Welt entwarf und fertigte. Das Stadtmuseum Berlin hat eine Hälfte des Vorhangs restauriert, um sie 2021 anlässlich des 100. Geburtstages der Künstlerin einer Ausstellung zur Verfügung zu stellen. Ihr Wandgemälde „Lindenbummel“ mit Szenen aus dem Berlin um 1900 im Haus Berlin am Strausberger Platz wurde nach unsachgemäßer Pflege 1988 aufgegeben und ist nur rudimentär erhalten. Im Kollektiv des Malers Bert Heller schuf Meyer-Rey sogenannte Sgraffiti, aufwändige Kratzputzmalereien, an Gebäuden des Kinderheims in der Berliner Königsheide, die 2015/16 fachgerecht restauriert wurden.
Ein umfangreiches Depositum künstlerischer Arbeiten Ingeborg Meyer-Reys befindet sich in der Kinder- und Jugendbuchabteilung der Staatsbibliothek zu Berlin.

## Veröffentlichungen
- Magdalina Sisowa: Galja, die Tänzerin. Verlag Kultur und Fortschritt, Berlin 1949.
- Das Wölfchen und andere Erzählungen. Verlag Kultur und Fortschritt, Berlin 1949.
- Jewgeni Schwarz: Das erste Schuljahr. Kinderbuchverlag, Berlin 1950.
- Annemarie Wimmer: Vom Peter, der sich nicht waschen wollte. Kinderbuchverlag, Berlin 1951.
- Ludmilla Herzenstein: Das neugierige Entlein. Kinderbuchverlag, Berlin 1952.
- Kleine Freunde. Kinderbuchverlag, Berlin 1952.
- Walter Krumbach: Unsere Hoftiere. Kinderbuchverlag, Berlin 1953.
- Walter Krumbach: Tierfreunde. Kinderbuchverlag, Berlin 1953.
- Ursula Peter: Unser Schiffchen fährt durch Deutschland. Kinderbuchverlag, Berlin 1953.
- Drei Kinder und ein Rollmops. Kinderbuchverlag, Berlin 1953.
- Die gestohlene Nase. Kinderbuchverlag, Berlin 1953.
- Erika Engel: Das Osternest. Kinderbuchverlag, Berlin 1955.
- Edith Bergner: Stups und Stippel. Kinderbuchverlag, Berlin 1956.
- Walter Krumbach: Beim Puppendoktor. Kinderbuchverlag, Berlin 1955.
- Dorothea Neckel: Ulrikchen, gute Nacht. Kinderbuchverlag, Berlin 1955.
- Es tanzt ein Bi-Ba-Butzemann. Kinderbuchverlag, Berlin 1955.
- Meine Tiere. Kinderbuchverlag, Berlin 1956.
- Hoppe, hoppe, Reiter. Kinderreime. Kinderbuchverlag, Berlin 1957.
- Edith Bergner: Vom Jochen, der nicht aufräumen wollte. Kinderbuchverlag, Berlin 1957.
- Guten Morgen, Rumpumpel. Kinderbuchverlag, Berlin 1957.
- Mauz und Minchen. Kinderbuchverlag, Berlin 1958.
- Die bunte Mütze. (= ABC-Büchlein, Band 14), Kinderbuchverlag, Berlin 1958.
- Gerhard Holtz-Baumert: Fidibus pass auf. Heinz Müller. Kinderbuchverlag, Berlin 1959.
- Edith Bergner: Der große gelbe Drachen. Kinderbuchverlag, Berlin 1959.
- Edith Bergner: Der erste Schultag. Kinderbuchverlag, Berlin 1959.
- Fred Rodrian: Der Märchenschimmel. Kinderbuchverlag, Berlin 1960.
- Anne Geelhaar: Hans Fröhlich und das Vogelhaus. Kinderbuchverlag, Berlin 1962.
- Hansgeorg Stengel: 1-2-3 – wir sind dabei. Kinderbuchverlag, Berlin 1962.
- Benno Pludra: Heiner und seine Hähnchen. Kinderbuchverlag, Berlin 1962.
- Mischka, der Bär. Ein russisches Volksmärchen. Kinderbuchverlag, Berlin 1962.
- Komm mit mir, Hänschen. Kinderbuchverlag, Berlin 1963.
- Kurt Steiniger: Ringelreih der sieben Tage. Kinderbuchverlag, Berlin 1963.
- Walter Krumbach: Bunte Blätter. Kinderbuchverlag, Berlin 1963.
- Hansgeorg Stengel, Rudolf Schultz-Debowski: Zirkus drunter und drüber. Kinderbuchverlag, Berlin 1965.
- Rudolf Schultz-Debowski: Guckkasten für kleine Leute. Kinderbuchverlag, Berlin 1965.
- Witali Bianki: Die erste Jagd. Kinderbuchverlag, Berlin 1965.
- Inge Trisch, Walter Krumbach, Wolfgang Richter, Rudolf Schultz-Debowski: Kinderfest mit Meister Nadelöhr. Friedrich Hofmeister Musikverlag, Leipzig 1966.
- Anne Geelhaar: Filip und Schäfermaxi. Kinderbuchverlag, Berlin 1966.
- Samuil Marschak, Johannes Bobrowski: Das Tierhäuschen. Kinderbuchverlag, Berlin 1967.
- Alfred Könner: Watschel. Altberliner Verlag Groszer, Berlin 1967.
- Benno Pludra: Vom Bären der nicht mehr schlafen konnte. Kinderbuchverlag, Berlin 1967.
- Ursula Werner-Böhnke: Bummi in Afrika. Bilderbuch mit Musik. Deutscher Verlag für Musik, Leipzig 1967.
- Elsbeth Friemert: Wer kennt meine Tiere. Kinderbuchverlag. Berlin 1968.
- Hiltrud Lind: Das blaublumige Büffelkind. Kinderbuchverlag, Berlin 1968.
- Michail Prischwin: Das Fuchsbrot. Kinderbuchverlag, Berlin 1969.
- Vladislav Stanovský, Jan Vladislav: Lommelchen. Kinderbuchverlag, Berlin 1969.
- Horst Irrgang: Ein Männlein steht im Walde. Deutscher Verlag für Musik, Leipzig 1970.
- Friedrich Güll: Wundergarten. Gedichte. Kinderbuchverlag, Berlin 1972.
- Eva Strittmatter: Brüderchen Vierbein. Kinderbuchverlag, Berlin 1972.
- Edith Bergner: Der Star im Apfelbaum. Kinderbuchverlag, Berlin 1972.
- Drei kleine Küken. Französische Volksmärchen. Altberliner Verlag, Berlin 1973.
- Hiltrud Lind: Randi. Kinderbuchverlag, Berlin 1973.
- Drei kleine Affen. Nach einem japanischen Volksmärchen. Altberliner Verlag Groszer, Berlin 1974.
- Wolfgang Buschmann, Rudolf Schultz-Debowski: Die Geschichte vom Nußknacker Kunka. Kinderbuchverlag, Berlin 1974.
- Andreas Reimann: Kleine Tiere essen gern. Kinderbuchverlag, Berlin 1974.
- Walentin Katajew: Schalmei und Krüglein. Kinderbuchverlag, Berlin 1975.
- Horst Irrgang, Ursula Werner-Böhnke: Bummi am Nordpol. Bilderbuch mit Musik. Deutscher Verlag für Musik, Leipzig 1976.
- Bienchen summ herum. Kinderbuchverlag, Berlin 1977.
- Stepan Pissachow: Wie der Pope sich eine Magd nahm. Kinderbuchverlag, Berlin 1977.
- Barbara Augustin: Seepferdchenrennen. Kinderbuchverlag, Berlin 1978.
- Renate Krause: Das Sonnenblumenfest. Altberliner Verlag Groszer, Berlin 1978.
- Anne Geelhaar: Köpfchen, mein Köpfchen. Kinderbuchverlag, Berlin 1979.
- Klaus Bourquain: Vom Veilchen, das nicht duftete. Kinderbuchverlag, Berlin 1980.
- Jean de La Fontaine: Die Stadtmaus und die Feldmaus. Kinderbuchverlag, Berlin 1982.
- Alfred Könner: Drei kleine Hasen. Altberliner Verlag, Berlin 1983.
- Wolfgang Buschmann: Guten Tag, Frau Igel. Kinderbuchverlag, Berlin 1984.
- Theodor Storm: Der kleine Häwelmann. Kinderbuchverlag, Berlin 1984.
- Fred Rodrian: Wer stiehlt den Speck? Kinderbuchverlag, Berlin 1984.
- Viktoria Ruika-Franz: Kater Puck. Verlag Junge Welt 1985.
- Ein Vogel wollte Hochzeit machen. Kinderbuchverlag, Berlin 1987.
- Jacob und Wilhelm Grimm: Der goldene Schlüssel und sieben andere Märchen. Kinderbuchverlag, Berlin 1987.
- Konstantin Paustowski: Warmes Brot. Kinderbuchverlag, Berlin 1990.
- Samuil Marschak: Die 7 Sachen. Kinderbuchverlag, Berlin 1991.

## Ausstellungen (mutmaßlich unvollständig)

### Einzelausstellungen
- 1956: Berlin, Kunstkabinett NO 55 (mit Erich Gürtzig)
- 2021: Berlin, Bezirksmuseum Marzahn-Hellersdorf („Ingeborg Meyer-Rey. Porträt einer Künstlerin“)

### Ausstellungsbeteiligungen
- 1967/1968; Dresden, VI. Deutsche Kunstausstellung
- 1979: Berlin, Ausstellungszentrum am Fernsehturm („Die Buchillustrationen in der DDR. 1949 – 1979“)